# Tichvin
Tichvin (rusky Тихвин, finsky Tihvinä) je město v Leningradské oblasti v Ruské federaci. Při sčítání lidu v roce 2010 mělo bezmála šedesát tisíc obyvatel.

## Poloha
Tichvin leží na řece Tichvince, přítoku Sjasu.
Od Petrohradu, správního střediska oblasti, je vzdálen 216 kilometrů na východ.

## Dějiny
První zmínka o Tichvinu je z roku 1383. Od roku 1773 je městem.

### Rodáci
- Nikolaj Andrejevič Rimskij-Korsakov (1844–1908), hudební skladatel